# Една жена на 33
„Една жена на 33“ е български игрален филм (драма) от 1982 година на режисьора Христо Христов, по сценарий на Боян Папазов. Оператор е Атанас Тасев. Музиката във филма е композирана от Кирил Цибулка.

## Състав

### Актьорски състав
| Изпълнител                                            | Роля               |
| ----------------------------------------------------- | ------------------ |
| Лиляна Ковачева                                       | Минка Стоева       |
| Гергана Бардарова                                     | Дора               |
| Богдан Глишев                                         | Спас Айляков       |
| Десислава Спирова                                     |                    |
| Веселин Вълков                                        | Ачо                |
| Георги Новаков                                        | Лазар              |
| Павел Спасов                                          | Професор Анев      |
| Катя Динева                                           | Надето             |
| Георги Велчовски                                      | Насето             |
| Яким Михов                                            | Жак                |
| Ангел Ламбев                                          | Пешо               |
| Мария Семидова                                        |                    |
| Нели Георгиева                                        |                    |
| Елена Янкова                                          |                    |
| Антония Недялкова                                     |                    |
| Димитър Лисичаров (не е посочен в надписите на филма) | Любовникът на Дора |

### Творчески и технически екип
| Режисьор           | Христо Христов                                                                                               |
| Сценарий           | Боян Папазов                                                                                                 |
| Оператор           | Атанас Тасев                                                                                                 |
| Художник           | Йорданка Пейчева                                                                                             |
| Костюми            | Кирилка Добрева                                                                                              |
| Музика             | Кирил Цибулка                                                                                                |
| Звук               | Людмила Махалнишка                                                                                           |
| Монтаж             | Елена Димитрова Такохи Манукян Клавдия Камбурова                                                             |
| Редактор           | Владимир Ганев                                                                                               |
| Грим               | Богдана Караянева                                                                                            |
| Фотограф           | Ивет Георгиева                                                                                               |
| Втори режисьори    | Стефан Гърдев Мария Трайкова                                                                                 |
| Втори оператор     | Иван Иванов                                                                                                  |
| Асистент-режисьори | Снежана Тасева Соня Василева Мишел Сариков Иван Росенов Пламен Христов                                       |
| Асистент-оператори | Мирчо Борисов Димитър Лисичаров                                                                              |
| Цветен четец       | Павел Огнянов                                                                                                |
| Тонтехник          | Георги Владички                                                                                              |
| Осветление         | Георги Михайлов                                                                                              |
| Втори художник     | Соня Деспотова                                                                                               |
| Гардероб           | Станка Николова                                                                                              |
| Реквизит           | Иван Йончев Христо Петров                                                                                    |
| Кран               | Георги Гогов                                                                                                 |
| Бриградир ОДП      | Илия Антов                                                                                                   |
| Организатори       | Миладин Иванов Илиана Недялкова Александър Цицелков Юрий Петров                                              |
| Директори          | Иван Кордов Кирил Лапачки                                                                                    |
| Distributed by     | Българска кинематография Студия за игрални филми „БОЯНА“ Творчески колектив „СЪВРЕМЕННИК“ /Copyright © 1982/ |